# Die Fragmente der Vorsokratiker
Die Fragmente der Vorsokratiker (en español, Los fragmentos de los presocráticos) es una obra en tres volúmenes que recopila los fragmentos dispersos de los filósofos presocráticos, si bien también se recogen fragmentos acerca de algunos autores que no suelen ser considerados como tales. La primera edición fue realizada por Hermann Diels y se publicó en Berlín el año 1903. Esta edición fue posteriormente revisada y ampliada por Walther Kranz. Fue reeditada con ciertos añadidos en 1906, 1912, 1922, 1934 y 1952. La obra suele ser citada como Diels-Kranz o DK.
Los dos primeros volúmenes contienen fragmentos de los presocráticos en griego con comentarios en alemán y el tercero contiene los índices de palabras, nombres y fragmentos. Además, el espacio dedicado a cada autor está estructurado en varias partes: una primera parte distinguida con la letra A acerca de fragmentos sobre su vida y su doctrina; la parte denominada B, que contiene fragmentos considerados textuales de su obra —y que son los únicos que aparecen además traducidos en alemán— y además hay autores sobre los que aparece también una tercera parte en la que se usa la letra C, que trata de imitaciones.
Esta obra constituye una fuente fundamental para el estudio de la filosofía presocrática.
En la siguiente tabla figuran los autores que se recogen en la obra:
| Volumen I | Volumen II | Volumen III                 |
| --- | --- | --------------------------- |
| Principios - I. Poetas cosmólogos tempranos - 1. Orfeo - 2. Museo - 3. Epiménides - II. Poetas astrólogos del siglo VI a. C. - 4. Hesíodo - 5. Foco - 6. Cleostrato - III. Prosa cosmológica y gnómica temprana - 7. Ferecides de Siros - 8. Teágenes - 9. Acusilao - 10. Los siete sabios de Grecia Fragmentos de filósofos de los siglos VI y V a. C. y sucesores directos - 11. Tales - 12. Anaximandro - 13. Anaxímenes - 14. Pitágoras - 15-20. pitagóricos antiguos - 15. Cércope - 16. Petrón - 17. Brontino - 18. Hípaso - 19. Califonte y Demócedes - 20. Parmisco - 21. Jenófanes - 22. Heráclito - 23. Epicarmo - 24. Alcmeón - 25. Ico - 26. Parón - 27. Aminias - 28. Parménides - 29. Zenón - 30. Meliso - 31. Empédocles - 32. Menestor - 33. Juto - 34. Boidas - 35. Trasialces - 36. Ion de Quíos - 37. Damón - 38. Hipón - 39. Faleas e Hipodamo - 40. Policleto - 41. Enópides - 42. Hipócrates. Esquilo - 43. Teodoro de Cirene - 44. Filolao - 45. Eurito - 46. Arquipo. Lisis. Opsimo - 47. Arquitas - 48. Ocelo - 49. Timeo - 50. Hicetas - 51. Ecfanto - 52. Jenófilo - 53. Diocles. Equécrates. Polimnasto. Fantón. Arión - 54. Proro. Amiclas. Clinias - 55. Damón y Fintias - 56. Simo. Miónides. Eufranor - 57. Licón - 58. Escuela pitagórica | Fragmentos de filósofos de los siglos VI y V a. C. y sucesores directos - 59. Anaxágoras - 60. Arquelao - 61. Metrodoro de Lámpsaco - 62. Clidemo - 63. Ideo - 64. Diógenes de Apolonia - 65. Crátilo - 66. Antístenes - 67-78. Autores de Abdera - 67. Leucipo - 68. Demócrito - 69. Neso - 70. Metrodoro de Quíos - 71. Diógenes de Esmirna - 72. Anaxarco - 73. Hecateo de Abdera - 74. Apolodoro de Cícico - 75. Nausífanes - 76. Diótimo de Tiro - 77. Bion de Abdera - 78. Bolo Sofística antigua - 79. Sofística antigua: nombre y concepto - 80. Protágoras - 81. Jeníades - 82. Gorgias - 83. Licofrón - 84. Pródico - 85. Trasímaco - 86. Hipias - 87. Antifonte - 88. Critias - 89. Anónimo de Jámblico - 90. Dissoi Logoi (Dialexeis) | Índices: glosario y fuentes |

## Ediciones
Las ediciones que se han publicado de esta obra han sido las siguientes: 
- 1a edición (Hermann Diels), 1903.
- 2a edición (Hermann Diels), 2 vol. 1906-1910.
- 3a edición (Hermann Diels), 3 vol. 1912-1922.
- 4a edición (Walther Kranz), 3 vol. 1922.
- 5a edición (Walther Kranz), 3 vol. 1934-1937.
- 6a edición, 3 vol. 1951-1952 (la 6a edición es una reproducción ne varietur de la 5a, con la adición del famoso tercer volumen Walther Kranz llamado Wortindex).
  - Reimpresión (7a-12a edición), 1954-1966.
  - Reimpresión 2004-2005, ISBN 3-615-12200-3.